# Fontarrabie par temps gris
Fontarrabie par temps gris est une aquarelle réalisée par Albert Marquet vers 1926.
Elle montre la silhouette du village de Fontarrabie vue d'Hendaye.